# Lucyna Wiśniewska
Lucyna Emilia Wiśniewska (ur. 30 czerwca 1955 w Skaryszewie, zm. 30 października 2022 w Modrzejowicach) – polska lekarka i polityk, posłanka na Sejm V kadencji.

## Życiorys
Córka Aleksandra i Marianny. Z zawodu lekarz medycyny, uzyskała specjalizację drugiego stopnia w zakresie neurologii i organizacji ochrony zdrowia. W 1981 ukończyła studia na Wydziale Lekarskim Akademii Medycznej w Lublinie. W trakcie studiów występowała w chórze akademickim. Od początku działalności zawodowej pozostawała związana z Oddziałem Neurologii i Poradni Neurologicznej w Radomiu oraz Wojewódzkim Szpitalem Zespolonym w Radomiu.
W 1998 pełniła funkcję lekarza wojewódzkiego województwa radomskiego. W 1999 została zastępcą dyrektora Mazowieckiego Centrum Zdrowia Publicznego w Warszawie i Radomiu. Do 2005 zajmowała stanowisko zastępcy dyrektora ds. lecznictwa Wojewódzkiego Szpitala Specjalistycznego w Radomiu.
Należała do współtwórców radomskiej organizacji Środowiska Inicjatywa, działa w Katolickim Stowarzyszeniu Lekarzy Polskich, w 2004 zasiadła w zarządzie tego stowarzyszenia. Od 1974 zajmowała się organizacją pielgrzymek, przez dwanaście lat kierowała służbami medycznymi. Otrzymała szereg odznaczeń katolickich.
W wyborach parlamentarnych w 2005 została wybrana do Sejmu V kadencji z listy Prawa i Sprawiedliwości z okręgu radomskiego. Po odejściu z PiS, 27 kwietnia 2007 współtworzyła Prawicę Rzeczypospolitej, była wiceprezesem tej partii. W przedterminowych wyborach parlamentarnych w 2007 bezskutecznie ubiegała się o mandat senatora z ramienia komitetu Marka Jurka, a w wyborach do Parlamentu Europejskiego w 2009 o mandat eurodeputowanej z listy Prawicy Rzeczypospolitej. W wyborach samorządowych w 2010 bez powodzenia kandydowała z ramienia tej partii na radną Sejmiku Województwa Mazowieckiego, a rok później ubiegała się ponownie o wybór do Senatu. W 2015 jako przedstawicielka Prawicy Rzeczypospolitej bez powodzenia kandydowała z listy PiS do Sejmu VIII kadencji. W 2019 została zarejestrowana jako liderka listy Prawicy Rzeczypospolitej do Sejmu IX kadencji, jednak partia zrezygnowała ostatecznie ze startu w tym okręgu.
Od lutego 2010 do śmierci pełniła funkcję dyrektora Powiatowej Stacji Sanitarno-Epidemiologicznej w Radomiu. Zginęła w październiku 2022 w wypadku drogowym w Modrzejowicach.
Pochowana 5 listopada 2022 na cmentarzu na Borkach w Radomiu. Pośmiertnie została odznaczona Krzyżem Kawalerskim Orderu Odrodzenia Polski (2022) oraz Medalem Bene Merenti Civitas Radomiensis.